# 木舩憲幸
木舩 憲幸（きふね のりゆき、1949年 - ）は、日本の特殊教育学者、大谷大学特別任用教授。
広島県生まれ。1971年に広島大学教育学部心理学を卒業後、1973年に同大学院教育学研究科修士課程教育心理学専攻を修了して、広島大学助手となり、1975年に福岡教育大学助手に転じて、1976年に講師、1981年に助教授、1998年に教授に昇任、2007年に広島大学教育学研究科教授に転じた。1993年、「精神発達遅滞児の人物画に関する基礎的研究 感覚教育における利用法の開発に向けて」で広島大学より博士（心理学）を授与。2013年に定年退職して、大谷大学文学部特別任用教授に転じた。この間、2010年から2012年にかけて中央教育審議会専門委員（初等中等教育分科会、特別支援教育の在り方に関する特別委員会）を務めた。

## 著書
- 『精神発達遅滞児の人物画に関する基礎的研究』風間書房 1995
- 『脳性まひ児の発達支援 調和的発達を目指して』北大路書房 2011
- 『インクルーシブ教育って? そこが知りたい!大解説 合理的配慮って?共生社会って?Q&Aで早わかり』明治図書出版 2014

共編著
- 『特別支援教育総論』大南英明,宮崎英憲共編著 放送大学教育振興会 2007

### 翻訳
- M.エバーソールほか『学習障害児の教育 ガイドブック』山下勲共訳 ナカニシヤ出版 1983

## 論文
- Cinii